# Bernhard Studlar
Bernhard Studlar (* 27. November 1972 in Wien) ist ein österreichischer Theaterautor und Dramatiker.

## Biographie
Er besuchte bis zu seiner Matura 1990 das BG Klosterneuburg, studierte dann ab 1991 an der Universität Wien Theaterwissenschaft, Philosophie, Germanistik und Publizistik. Ab 1995 bis 1998 war er Dramaturg und Regieassistent am Theater der Jugend in Wien. Von 1998 bis 2002 studierte dann „Szenisches Schreiben“ an der Universität der Künste Berlin (vormals ‚Hochschule der Künste‘), unter anderem bei David Spencer, wo er auch Andreas Sauter kennenlernte, mit dem er für mehrere seiner Werke zusammenarbeitete. Nach dessen Abschluss lebt und arbeitet er seit November 2002 wieder in Wien.

## Arbeit
Anfänglich eher im Bereich Regie und Dramaturgie zuhause, wechselte er in seiner Berliner Zeit – im Rahmen einer Phase an der dortigen Universität der Künste – dann auf die schriftstellerische Seite.
Schon mit seinen ersten Stücken, ab 2000, errang er große Erfolge und auch zahlreiche Preise. Seine Stücke wurden nach den Erstaufführungen schnell an anderen Spielstätten übernommen und auch in mehrere Sprachen übersetzt und aufgeführt. Mehrere Aufführungen auch an renommierten ‚Hochkultur‘-Spielstätten wie dem Wiener Burgtheater festigten seinen Ruf als einer der avancierten und kommenden jungen Autoren des deutschen Sprachraums.
Hinzu kommt seit 2005 die Leitung der ‚wiener wortstaetten‘, einem von ihm initiierten interkulturellen Autorentheater-Projekt.

## Werke
Bernhard Studlar ist Autor zahlreicher Theaterstücke, wie
- 'Zimmer Im Paradies' (Coautor A. Sauter; 2000)
- 'Veronika Oder Die Tragödie Einer Jungfrau' (Coautor A. Sauter; 2000)
- 'All About Mary Long' (Coautoren A. Sauter und Gilbert Handler, Musik: Gilbert Handler; Preis des Staatstheaters Kassel 2000; Uraufführung 1. Mai 2003 Donaufestival, Korneuburg)
- 'Büffelgras' (Coautor A. Sauter; 2000)
- 'A. ist eine Andere' (Coautor A. Sauter; Kleist-Förderpreis für junge Dramatiker 2000; Uraufführung 9. März 2001 Theater Chemnitz)
- 'Unscheinbare Veränderung (Stabat Mater)' (Coautor A. Sauter; Uraufführung: 8. November 2002 Theater Neumarkt, Zürich)
- 'Die Aufgeregtheit der Schwalbe' (Coautor A. Sauter; 2003 kommissioniert für Stuttgart Staatsschauspiel)
- 'Transdanubia Dreaming' (Uraufführung 31. Jänner 2003) im Burgtheater Wien/Akademietheater, 1. Preis des Heidelberger Stückemarktes 2001.
- 'Mariedl-Kantine' (Uraufführung: 20. Dezember 2003 Burgtheater Wien/Kasino)
- 'Der Letzte Henker' (Bühnenbearbeitung des Romans von Keltin & Perrig; Coarbeit mit A. Sauter; Uraufführung 2004; gemeinsam mit Insassen der JVA Frankfurt/Oder)
- 'Fiege' (Coautor A. Sauter, Musik: Gilbert Handler; Uraufführung: 26. März 2004 Theater Bielefeld)
- 'Das neue Europa (Teil2)' (Uraufführung: 23. April 2005 Drama-X Wien)
- 'Zwischentöne' (Text, gemeinsam mit Jean Anouilhs Musikstück 'Das Orchester'; Uraufführung 23. April 2005 im Burgtheater Wien/Akademietheater)
- 'Rote Kometen' (Coautor A. Sauter; Uraufführung: 13. November 2005 Stadttheater Bern)
- 'Spieltrieb' (Dramatisierung des Romans von Juli Zeh; Uraufführung 16. März 2006 Schauspielhaus Hamburg)
- 'Me and You and the EU' (Uraufführung: 7. November 2006 Schauspielhaus Hamburg)
- 'Sonne, Wolke, Amerika' (Uraufführung: 25. März 2007 Schauspielhaus Graz)
- 'Das rote Schaf' (Coautor A. Sauter; Uraufführung November 2008 Landestheater Neuss)
- 'Geld - her damit' (Co A. Sauter; Uraufführung November 2009 Staatstheater Oldenburg)
- 'Human Being Parzival' (Uraufführung 12. Januar 2010 Rabenhof Theater Wien)
- 'Alles in Ordnung' (Co A. Sauter; Uraufführung 18. Juni 2010 Theater Rampe Stuttgart)
- Max und Moritz (M&M) – Da ist noch was im Busch! (Uraufführung 27. März 2014 Theater Rabenhof Wien)[1][2]
- 'Digitalis Trojana – Der See, die Stadt und das Ende' (Co-Autor Tomas Schweigen; Uraufführung 12. Mai 2018, Schauspielhaus Wien)[3][4]

Studlar unterstützt seit 2006 als österreichischer Länderpate die Theaterbiennale „Neue Stücke aus Europa“ des Hessischen Staatstheaters in Wiesbaden.

## Wiener Wortstaetten
Bernhard Studlar ist Leiter des Autorentheaterprojektes wiener wortstaetten, das er gemeinsam mit dem Regisseur Hans Escher 2005 in Wien ins Leben gerufen hat. Sein Ziel ist es dabei, „ausgehend von in Wien lebenden, aus Osteuropa stammenden AutorInnen .. im Lauf der Jahre ein internationales Netzwerk bilden, um so einen Austausch zwischen den Kulturen herzustellen und ein Zentrum für zeitgenössische europäische Dramatik zu etablieren.“
In dessen Rahmen werden die eingeladenen Autoren über die jeweilige Laufzeit von einem Jahr hin durch mehrere Phasen begleitet:
- Treffen und Diskussionen zur Analyse & Inspiration, Auseinandersetzung und Austausch über das geschriebene Material, zwischen den Autoren selbst und auch mit Unterstützung von Studlar und Escher
- Mehrere Workshops zur praktischen Überprüfung des geschriebenen Materials auf Wirksamkeit und Spielbarkeit, in szenischer Aufführung
- Am Ende der Laufzeit Lesung bzw. Inszenierung für die Öffentlichkeit, als Eigenproduktion oder in Kooperation mit anderen Theatern
- 2008 wird Studlar gemeinsam mit Hans Escher für dieses Projekt für den Nestroy-Theaterpreis-Spezialpreis nominiert.

## Auszeichnungen
- 2001: AutorenPreis des Heidelberger Stückemarkts für seinen Dramentext Transdanubia Dreaming